# Henric Engmark
Henric Engmark, född 10 maj 1749, död 14 maj 1819, var en svensk ämbetsman.
Engmark var auskultant i Svea hovrätt 1775, notarie 1790, assessor 1795 samt hovrättsråd 1808-1819.
Han invaldes som ledamot 148 i Kungliga Musikaliska Akademien 1794.